# Gambrinus (Tsjechisch bier)

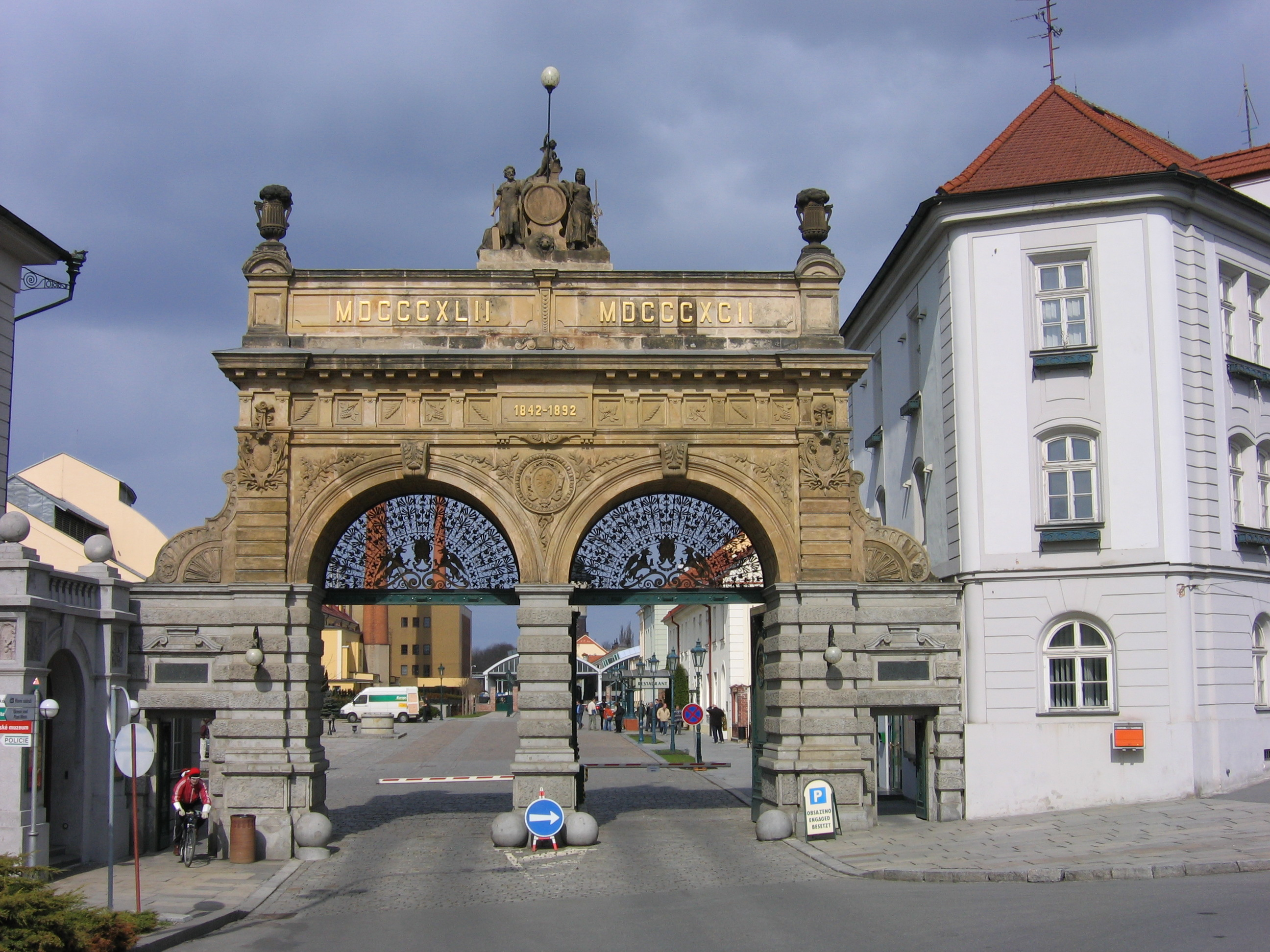
Brouwerij in Pilsen

Gambrinus is een Tsjechisch biermerk. Het bier wordt gebrouwen in Pivovar Gambrinus, onderdeel van Plzeňský Prazdroj te Plzeň. Het bier behoort tot de populairste lagers in Tsjechië. De naam verwijst naar de bierkoning Gambrinus, in de lage landen ook wel Cambrinus genoemd.
Tussen 1997 en 2014 was de naam van het biermerk verbonden aan de hoogste voetbaldivisie van Tsjechië.

## Varianten
- Originál 10°, blonde lager met een alcoholpercentage van 4,3%
- Excelent 11°, goudblonde lager met een alcoholpercentage van 4,7%
- Premium, blonde lager met een alcoholpercentage van 5%
- Dry, blonde lager, suikerarm met een alcoholpercentage van 4%
- Nepasterizované G, blond, niet gepasteuriseerd (microfiltratie) met een alcoholpercentage van 4,3%
- Nefiltrovaný ležák, blond, ongefilterd met een alcoholpercentage van 4,95%
- Ochucený, bier gemengd met vruchtensap (verschillende versies) met een alcoholpercentage van 2%

## Internationale prijzen
- Australian International Beer Awards 2008 – bronzen medaille voor Gambrinus Premium
- World Beer Cup 2008 – bronzen medaille voor Gambrinus Premium
- Australian International Beer Awards 2009 – bronzen medaille voor Gambrinus Premium
- Australian International Beer Awards 2009 – bronzen medaille voor Gambrinus Excelent 11°
- Australian International Beer Awards 2010 – bronzen medaille voor Gambrinus Premium
- Australian International Beer Awards 2010 – zilveren medaille voor Gambrinus Excelent 11°
- Australian International Beer Awards 2010 – bronzen medaille voor Gambrinus Originál 10°
- World Beer Cup 2010 – zilveren medaille voor Gambrinus Excelent 11°
- World Beer Cup 2010 – zilveren medaille voor Gambrinus Originál 10°

## Ander gebruik van de naam
De naam Gambrinus (of Cambrinus) wordt door meerdere brouwerijen in de wereld gebruikt.
- Cambrinus, een Belgisch bier, gebrouwen bij Brouwerij Verhaeghe te Vichte
- Rosé de Gambrinus, een Belgische frambozenlambiek van Brasserie Cantillon te Anderlecht[1]
- Stadsbrouwerij Cambrinus in Zutphen, Nederland[2]
- Gambrinus-Brauerei in Weiden in der Oberpfalz, Duitsland
- Gambrinusbräu Unterhaid in Oberhaid, Duitsland
- Privatbrauerei Gambrinus in Nagold, Duitsland
- Izhevskiy Pivzavod Gambrinus, brouwerij in Izjevsk, Republiek Oedmoertië, Rusland
- Gambrinus Fabbrica Birra Artigianale, brouwerij in Muros, Italië
- Microcervecerias Gambrinus, brouwerij in Tucumán, Argentinië
- Gambrinus Brewers, brouwerij in Buenos Aires, Argentinië
- Brouwerij Gambrinus in Tasjkent, Oezbekistan
- Brasserie Artisanale Gambrinus, brouwerij in Trois-Rivières, Quebec, Canada